# Mozartfest Würzburg
Das Mozartfest Würzburg ist das älteste Mozartfestival Deutschlands und findet seit 1921 während der Sommermonate in der Würzburger Residenz statt. Es zählt heute mit zirka 80 Einzelkonzerten neben den Salzburger Festspielen zu den renommiertesten Festivals für klassische Musik im deutschsprachigen Raum. 2024 kamen 36.500 Besucher mit einer Gesamtauslastung von 93,2 % zu den rund 85 Veranstaltungen, die in dem historischen Gebäude der Residenz, im Hofgarten und weiteren Spielstätten in und um Würzburg stattfinden.

## Geschichte
Ein erstes öffentliches klassisches Konzert erklang im Kaisersaal der Residenz, nachdem diese 1919 für gemeinnützige Veranstaltungen freigegeben wurde. 1921 veranstaltete Hermann Zilcher, Direktor des Staatskonservatoriums, das „Residenzfest“ mit Werken klassischer Orchester- und Kammermusik. Zilcher entdeckte dabei, dass Mozarts Werke besonders mit Ambiente und Architektur der Residenz harmonieren. Daher organisierte er im Folgejahr die erste „Mozartwoche in der Residenz“, welche im Juni 1922 stattfand. Neben Kaisersaal und Gartensaal der Residenz wurden als weitere Spielorte die Neubaukirche und das Stadttheater einbezogen und erprobt. Eine gewisse Verbindung von Wolfgang Amadeus Mozart mit Würzburg wurde aus einem Brief vom 28. September 1790 an seine Frau Constanze hergeleitet. Darin beschreibt er, wie er in Würzburg Kaffee trank und die Stadt als „eine schöne, prächtige Stadt“ wahrgenommen hat.
Aus den Erfahrungen dieser Festwoche entwickelte Zilcher das Konzept des Mozartfestes, das nun jährlich stattfinden sollte. Fester Bestandteil wurde die Nachtmusik im Hofgarten. Das Festival wurde über zwei Jahrzehnte maßgeblich von Zilcher betreut und gestaltet. 1942 konnte es noch in der traditionellen Form stattfinden. 1943/44 wurde es stärker im Sinne der „Kraft durch Freude“-Veranstaltungen durch die Nationalsozialisten vereinnahmt und als Würzburger Musiksommer auf vier Wochen ausgedehnt. 1943 wurde Zilcher die Gesamtleitung des Mozartfestes entzogen. Mit Zerstörung der Residenz beim Bombenangriff 1945 war der Festzyklus zunächst beendet. Zilcher verstarb 1948.
Durch den Einsatz von Oberbürgermeister Franz Stadelmayer konnte das Mozartfest 1951 wieder erstehen. Entscheidend war die Unterstützung des Bayerischen Rundfunks, der sowohl finanziell beim Aufbau der Konzertsäle in der Residenz half als auch die künstlerische Leitung übernahm. Ab 1975 fand bis 2006 alle zwei bis drei Jahre zeitgleich zum Würzburger Mozartfest der Mozartfest-Wettbewerb für Gesang statt, der von der Hochschule für Musik Würzburg ausgerichtet wurde. Anlässlich des 100-jährigen Jubiläums würdigte Bundespräsident Steinmeier die Veranstaltung.

## Inhaltliche Gestaltung
Neben verschiedenen Konzerten, an verschiedenen Orten in Würzburg und der Umgebung (z. B. Kloster Bronnbach im Taubertal) wird das Mozartfest auch durch eine Anzahl an wissenschaftlichen Begleitveranstaltungen sowie weiteren Aktionen in Schulen der Region Würzburg begleitet. Wesentliche Spielorte sind der Kaisersaal der Residenz Würzburg sowie der dahinter liegende Residenzgarten.
Seit einigen Jahren steht jede Saison unter einem Motto. 2022 lautete es „Alles in einem – Freigeist Mozart“. Das Motto 2025 lautet "Freund Mozart", da seine Inspirationen vornehmlich aus (zwischen-)menschlichen Themen bezog.
Renommierte Klangkörper wie das Scottish Chamber Orchestra und die Bamberger Symphoniker treten ebenso auf wie kleinere, eher Insidern bekannte Formationen, wie z. B. die Lautten Compagney Berlin, oder regional bekannte Orchester, wie das Hochschulsinfonieorchester Würzburg. Eine wesentliche Neuerung wurde 2014 eingeführt, mit einer bzw. einem artiste étoile. 2022 war dies Isabel Mundry.
Eröffnet wird das Mozartfest seit einigen Jahren mit einem Eröffnungskonzert sowie einem Abschlusskonzert mit anschließendem Staatsempfang. Den inoffiziellen Endpunkt bildet die so genannte „Jupiternacht“.

## Künstlerische Leitung
Als Intendant bzw. Intendantin des Mozartfests wirkten bisher:
- Hermann Zilcher (1921–1944)
- Eugen Jochum (1951–1961?)
- Rafael Kubelik (1962? -)
- Jonathan Seers (1992–2000)
- Daniel Klajner (2001–2008)
- KMD Christian Kabitz (2009–2013)
- Evelyn Meining (seit 2014)[26][27]

## Förderung des Mozartfests
Die Finanzierung des Mozartfests erfolgt neben Eintrittsgeldern und Zuwendungen der Stadt Würzburg über einen großen Unterstützerkreis aus dem öffentlichen Leben der Stadt Würzburg und verschiedenen Unternehmen bzw. Stiftungen. Einen wesentlichen Anteil bestreitet zudem das Bayerische Staatsministerium für Wissenschaft und Kunst.